# Quichira gracilis
Quichira gracilis är en insektsart som beskrevs av Rakitov et Godoy 2005. Quichira gracilis ingår i släktet Quichira och familjen dvärgstritar. Inga underarter finns listade i Catalogue of Life.